# Jindřich Kostrba
Jindřich (Heinrich) Kostrba (ur. 22 sierpnia 1883 w Kuttenbergu, zm. 24 września 1926 w Pradze) – czeski arystokrata, as myśliwski okresu I wojny światowej, w okresie międzywojennym twórca czechosłowackich sił powietrznych.

## Życiorys
Jindřich (także: Heinrich) Kostrba, pochodzący z hrabiowskiej rodziny, był zawodowym oficerem piechoty w 73. pułku Albrechta Wirtemberskiego. Jeszcze przed wybuchem I wojny światowej zgłosił się do K.u.k. Luftfahrtruppen i po ukończeniu szkolenia został obserwatorem lotniczym w Flik.8. Uczestniczył w walkach w Galicji w 1914 i 1915 roku, między innymi w bitwie pod Komarowem. W maju 1915 roku, awansowany do stopnia kapitana, został przesunięty na front włoski. Po przekwalifikowaniu na pilota myśliwskiego, zaczął loty jako zastępca dowódcy Flik.4. Pierwsze zwycięstwo powietrzne odniósł 18 lutego 1916 roku. Do listopada tegoż roku, gdy został dowódcą jednostki szkolnej Flik.2, odniósł łącznie osiem zwycięstw.
W 1918 roku był przez krótki czas szefem praskiej żandarmerii. W niepodległej Czechosłowacji objął stanowisko komendanta lotnictwa, ale po konflikcie z Edvardem Benešem musiał ustąpić. Służył później jako dowódca dywizjonu. Zginął w katastrofie lotniczej na lotnisku Praga-Kbely, udając się z wizytą do Warszawy. Nazywany jest ojcem czechosłowackiej awiacji.

## Odznaczenia
- Krzyż Zasługi Wojskowej III Klasy – Austro-Węgry
- Krzyż Żelazny II Klasy – Prusy